# Erich Juskowiak

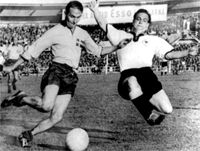
Kurt Hamrin och Erich Juskowiak i VM 1958

Erich Juskowiak, född 7 september 1926 i Oberhausen, död 1 juli 1983 i Düsseldorf, var en tysk fotbollsspelare (vänsterback) som mellan 1951 och 1959 gjorde 31 matcher och 4 mål för det tyska landslaget.
På grund av sjukdom kunde han inte delta i VM 1954. Däremot var han ordinarie i det tyska landslag som deltog i VM 1958 i Sverige. Efter förluster mot Sverige i semifinalen och Frankrike i bronsmatchen slutade Västtyskland fyra. I semifinalen som spelades på Ullevi i Göteborg, blev Juskowiak utvisad av ungerske domaren Istvan Zsolt efter ett hårt angrepp mot Kurt Hamrin. En uppbragt Juskowiak fick föras av planen av lagkamraterna Fritz Walter och Hans Schäfer. Matchen slutade 3-1 till Sverige. 
Han spelade oftast vänsterback och hans hårda skott gav honom smeknamnet "Der Hammer".
Efter att ha främst spelat klubbfotboll i Rot-Weiß Oberhausen fick han kontrakt med Fortuna Düsseldorf där han spelade 1953-62.

## Klubblag
- 1943-1946 FC 08 Oberhausen
- 1946-1950 Rot-Weiß Oberhausen
- 1950-1951 Wuppertaler SV
- 1951-1953 Rot-Weiss Oberhausen
- 1953-1962 Fortuna Düsseldorf